# 基利诺奇

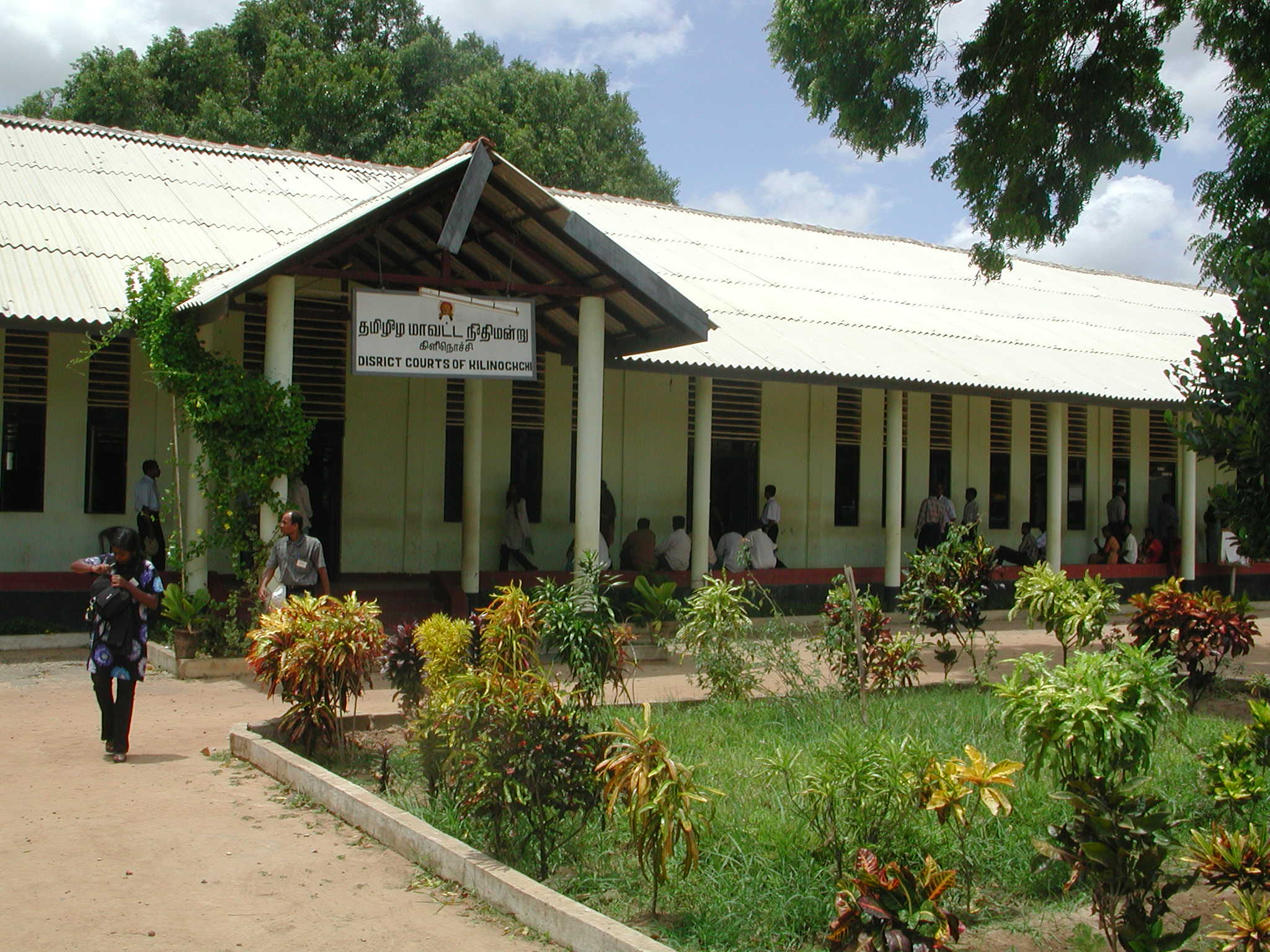
基利諾奇的法院

基利诺奇是斯里蘭卡北方省基利诺奇區的首府，位於A9公路上在賈夫納市東南約100公里。
在2009年1月2日斯里蘭卡政府軍收復前一直是斯里蘭卡泰米爾之虎游擊隊的行政中心，市內人口大部分是泰米爾人。